# Steaua Pandorei: Judas unchained
Steaua Pandorei: Judas Unchained (2005) (titlu original Judas Unchained) este un roman space opera scris de Peter F. Hamilton și face parte din Saga Commonwealth. Acțiunea începe în anul 2380, în care omenirea stăpânește tehnologia găurii de vierme de peste 300 de ani, mulțumită muncii lui Nigel Sheldon și Ozzie Isaacs, colonizând zeci de planete răspândite pe sute de ani lumină.
Acțiunea începe exact de unde a fost lăsată la sfârșitul volumului precedent, Steaua Pandorei.

## Intriga
Povestea începe cu prezentarea rezistenței opuse de cei rămași pe lumile din Commonwealth atacate de Primi, prin adaptarea armamentului acestora și prin bruierea comunicațiilor dintre mobili și imobili. Între timp, restul omenirii pune la punct un plan de realizare a unor arme și nave de luptă care să împingă conflictul înapoi în spațiul Primilor, dintre acestea remarcându-se o armă cuantică. Primii pun la cale o nouă invazie în fața căreia Commonwealth-ul este neputincios, ceea ce face ca singura soluție viabilă pentru supraviețuirea omenirii să o constituie genocidul.
Dinastiile încep construirea unor nave uriașe care să le permită fuga în cazul în care lucrurile nu merg conform planului, singura care caută în continuare soluții pentru a contracara puterea Primilor fiind dinastia lui Nigel Sheldon. Acesta pune la punct un nou tip de nave care nu pot fi detectate, un element surpriză în lupta cu invadatorii.
Investigatoarea Paula Myo și vedeta Mellanie strâng tot mai mult cercul în jurul celor suspectați a fi agenți ai lui Starflyer, descoperind că aceștia s-au infiltrat la toate nivelurile Commonwealth-ului, inclusiv pe nava A doua șansă. Astfel se confirmă că eliberarea Primilor din închisoarea lor a fost pusă la cale de Starflyer. Cu ajutorul unui Raiel și cu sprijinul lui Nigel, cele două adună o echipă menită să facă pace cu Păzitorii și să conducă la distrugerea lui Starflyer. În ajutorul lor vine și Dudley Bose, astronomul a cărui memorie fusese transferată de LuminăDimineațăMunte într-un mobil. Acesta le confirmă că Starflyer este, de fapt, un Prim modificat, care dorește ca rasa Primilor și cea a oamenilor să se distrugă reciproc, lăsându-i cale liberă în cucerirea universului.
Călătoria pe potecile Silfenilor îl aduce pe Ozzie în fața adevărului despre bariera care ținea izolată rasa Primilor. Încercând să împiedice un genocid care ar rămâne ca o pată pe istoria omenirii, el încearcă să închidă la loc bariera, într-o cursă contra cronometru cu Nigel, care vrea să folosească arma cuantică pentru a distruge soarele Dyson-Alpha și, implicit, pe LuminăDimineațăMunte. Planul lui Ozzie este dus la bun sfârșit, în timp ce Paula Myo, Marina și Păzitorii îl urmăresc pe Starflyer pe Far Away, încercând să îl împiedice să decoleze cu nava sa, Marie Celeste. Mulți oameni sunt uciși în această întreprindere periculoasă, dar planul Păzitorilor de a folosi o furtună canalizată pentru a distruge nava se dovedește fezabil, amenințarea lui Starflyer fiind eliminată în cele din urmă.

## Opinii critice
SFFWorld.com remarcă ”ritmul scăzut și un final deux ex machina”, dar consideră că este ”un exemplu remarcabil despre cum ar trebui scrisă o space opera de proporții epice”. Pe de altă parte, SFReviews.net este de părere că romanul are ”mai bine de trei sute de pagini și vreo jumătate de duzină de intrigi în plus față de cât ar fi nevoie”, dar recunoaște că ”este singurul fel pe care îl cunoaște Peter F. Hamilton: prea mult nu e niciodată de ajuns” și că ”Hamilton tratează SF-ul așa cum George R. R. Martin o face cu genul fantasy”.
SFSignal este mai dur, apreciind că deși ”merită citită dacă v-a plăcut senzaționala Steaua Pandorei . . . cartea are momentele ei, dar nu se ridică la standardele înalte stabilite înainte”. De o cu totul altă părere este SF Site, care consideră că romanul ”conține o poveste suficient de complexă ca să umple toate paginile, cu o distribuție la fel de numeroasă ca și sutele de planete ale Commonwealth-ului a căror cultură formează cadrul pentru crimă și trădare, prietenie și decadență, curaj și intrigă”.